# 臺灣港務股份有限公司高雄港務分公司

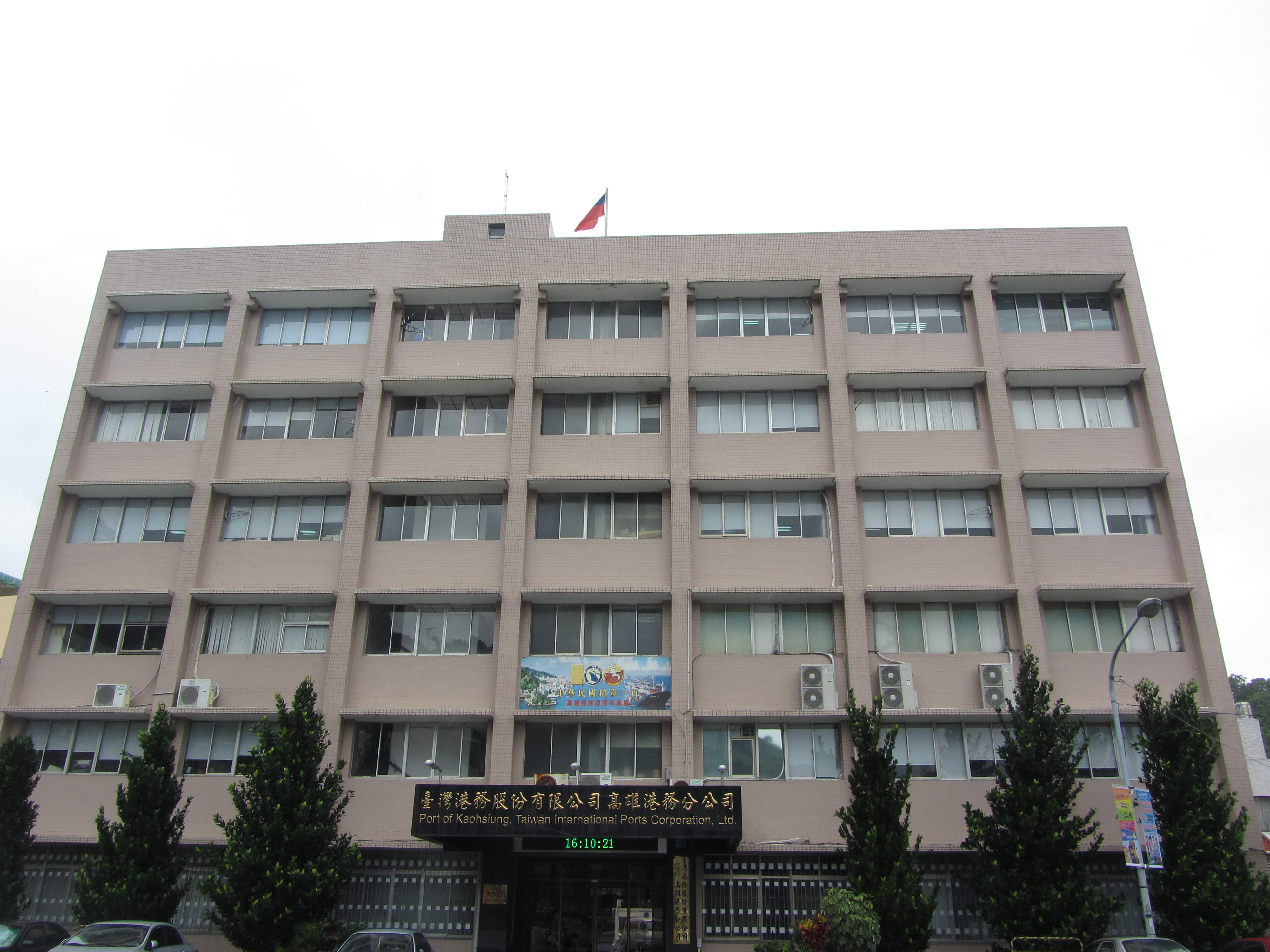
臺灣港務公司高雄分公司大樓。

臺灣港務股份有限公司高雄港務分公司（簡稱臺灣港務公司高雄分公司），是專司高雄港港埠業務的國營部門，隸屬於交通部之下的臺灣港務股份有限公司。前身為交通部高雄港務局。

## 歷史
- 1945年二戰結束中華民國政府接收臺灣後，臺灣省行政長官公署交通處於同年12月成立高雄港務局負責修復並管理高雄港，同時打撈沉船以清理航道。
- 1959年後，高雄港展開十二年擴建計畫等多項措施
- 1980年完成中島商港區，並增加深水碼頭27座、淺水碼頭2座，附設高雄加工出口區、前鎮漁港、臨海工業區、中國鋼鐵公司、台灣國際造船，以及第一、二、三、四貨櫃中心等。
- 1975年，第二港口開通
- 1984年，完成高雄港過港隧道。
- 1989年，第五貨櫃中心完成。[1]
- 1999年精省後，高雄港務局改隸屬交通部。
- 2012年3月1日，臺灣港務公司成立，高雄港務局改制為臺灣港務公司高雄港務分公司。

## 組織
設總經理、副總經理各一員，下設主任秘書、港務長、總工程司與副總工程司。

### 內部單位
- 總經理（總公司執行副總經理兼任）
- 副總經理（總公司助理副總兼任）
  - 港務長
    - 港務處
    - 棧埠事業處
    - 業務處
    - 資訊處
    - 安平港營運處
    - 布袋港管理處
    - 馬公港管理處

  - 總工程司、副總工程司 
    - 工程處
    - 維護管理處
    - 船機處

  - 主任秘書 
    - 職業安全衛生處
    - 秘書處
    - 人事處
    - 會計處
    - 政風處

### 配屬機構
- 內政部警政署高雄港務警察總隊
- 內政部消防署高雄港務消防隊
- 高雄港旅客服務中心

## 外部連結
- （繁體中文）（英文）臺灣港務公司高雄港務分公司[]
- 臺灣港務股份有限公司高雄港務分公司的Facebook專頁